# إتحاف أهل الزمان بأخبار ملوك تونس وعهد الأمان
إتحاف أهل الزمان بأخبار ملوك تونس وعهد الأمان ويعرف اختصارا بالإتحاف، هو كتاب من تأليف المؤرخ التونسي أحمد بن أبي الضياف الذي عاش في القرن التاسع عشر للميلاد، وقد تناول فيه تاريخ تونس منذ الفتح الإسلامي مع التركيز على العهد العثماني بتونس، وخاصة منه فترات حكم البايات الحسينيين، ويعتبر الإتحاف بهذا الصدد أهمّ مصدر في تاريخ تونس الحديث.

## تاريخه
شرع ابن أبي الضياف في تحرير كتابه في شهر رجب 1278هـ/ جانفي 1862 وفرغ منه عام 1289هـ/ 1872، ويعتقد أحمد عبد السلام أن المؤلف قام قبل ذلك بجمع مادته، وكان سيسميه عقود الجمان  وقد وصلتنا من هذا الكتاب عدة نسخ مخطوطة، من ذلك أن المؤرخ أحمد عبد السلام اعتمد في تحقيقه للجزء الخاص بأحمد باشا باي على خمس مخطوطات، واعتمد المؤرخ الفرنسي أندري ريمون في تحقيقه لنفس الجزء على أربع مخطوطات، وأهم تلك المخطوطات: وجدت بجامع الزيتونة وتحديدا في المكتبة الصادقية والمكتبة العبدلية، وفي المكتبة الوطنية التونسية كما وجدت مخطوطة في مكتبة الخلدونية تم نقلها إلى المكتبة الوطنية حسب ما يذكر أندري ريمون. وقد تولت كتابة الدولة للشؤون الثقافية والإرشاد في عهد الشاذلي القليبي طبع الإتحاف لأول مرة فيما بين 1963 و1965، وظهر آنذاك كاملا في ثمانية أجزاء حققتها مجموعة من الباحثين معتمدين على مخطوطة مكتبة الخلدونية المشار إليها. كما أعيد طبع الإتحاف كاملا أو جزئيا أكثر من مرة بعد ذلك. فقد ظهر كاملا عام 1990، بنشر مشترك تونسي جزائري، وساهم في تحقيقه هذه المرة: الشيخ مَحمد شمام بالنسبة للجزءين الأول والثاني، ود. أحمد الطويلي بالنسبة للجزءين الثالث والرابع، ود. رياض المرزوقي بالنسبة للجزءين الخامس والسادس. وقام قبل ذلك المؤرخ أحمد عبد السلام بتحقيق الجزء الخاص بأحمد باشا باي معتمدا على 5 مخطوطات بعد أن تخلى عن الاعتماد على ثلاثة مخطوطات أخرى، وصدر هذا التحقيق عام 1971 عن منشورات الجامعة التونسية. كما قام بتحقيق الجزء الخاص بعهد أحمد باي المؤرخ الفرنسي أندري ريمون، ونشر عام 1994 في مجلد خصص للنص العربي والنص المترجم إلى الفرنسية، كما أضاف مجلدا ثانيا للتحليل التاريخي، وضمنه المصطلحات التاريخية والتراجم الواردة في الكتاب.

## المحتوى

صورة لغلاف كتاب الإتحاف في طبعة عام 1990

يحتوي الإتحاف في الأصل على أربعة مجلدات، وهو مرتب على مقدمة وثمانية أبواب وخاتمة. إلا أنه صدر في 8 أجزاء، تتوزع كما يلي:
- المقدمة جاءت طويلة بما يذكر بمقدمة ابن خلدون، وقد قسمها ابن أبي الضياف إلى عقدين أو جزءين:

1. الأول: وهو عبارة عن مقدمة نظرية للكتاب تقوم على تحليل نظريات المؤلف الإصلاحية ودعوته لتقييد الحكم المطلق في تونس بالشرع، كما نوه بالتنظيمات مبينا جدواها في محاولة للإقناع بمختلف الحجج بضرورة تطبيق الإصلاحات ووضع حد للحكم المطلق ولظلم البايات وعسف عمالهم.
2. الجزء الثاني: هو ملخص لتاريخ تونس منذ الفتح الإسلامي إلى ما قبل عهد حمودة باشا الحسيني. وقد اعتمد المؤلف في ذلك على مصادر سابقة.

- الجزء الثالث: يحتوي على خمسة أبواب، يتعلق كل واحد منها بأحد البايات:

1. حمودة باشا الذي حكم فيما بين 1782 إلى وفاته عام 1814.
2. عثمان باي الذي حكم لمدة ثلاثة أشهر.
3. محمود باي الذي حكم من 21 ديسمبر 1814 إلى وفاته بتاريخ 28 مارس 1824.
4. حسين باشا باي الذي حكم مباشرة بعد الباي السابق إلى وفاته بتاريخ في 20 ماي 1835، وقد تزامن عهده مع الاحتلال الفرنسي للجزائر.
5. مصطفى باي الذي امتد حكمه إلى وفاته في 10 أكتوبر 1837.

وانطلاقا من هذا الجزء، يعتبر الإتحاف مصدرا شاملا وذا قيمة كبرى عن الحياة الاقتصادية والاجتماعية والثقافية والدينية والأدبية والعمرانية  بتونس. وقد استقى ابن أبي الضياف معلوماته عن عهد حمودة باشا عن أبيه الحاج بالضياف الذي خدم هذا الباي، كما اعتمد على شهود عيان آخرين مثل شيخيه إسماعيل التميمي وأحمد الأبي، بالإضافة إلى اعتماده على وثائق أصلية، ثم أن ابن أبي الضياف كان هو نفسه شاهد عيان على عهود عدة بايات بحكم اشتغاله معهم. ومن بين ما جاء في هذا الجزء الثالث الرسالة التي وجهها محمد بن عبد الوهاب إلى البلدان الإسلامية، والرد على ما جاء فيها، وقد كتب الرد قاسم المحجوب. كما تحدث ابن أبي الضياف عن احتلال الجزائر عام 1830 وأصداء ذلك بتونس. 
- الجزء الرابع: عن عهدي المشيرين أحمد باشا باي ومَحمد باشا باي وقد تعرض فيه بالنسبة لعهد الأول منهما، إلى المسائل التالية: الإكثار من الجند، إنشاء المدرسة الحربية بباردو، تأسيس المكتبة الأحمدية، ترتيب التدريس بجامع الزيتونة، عتق المماليك، الرحلة إلى فرنسا، الإعانة الحربية للدولة العثمانية. أما بالنسبة لعهد المشير الثاني مَحمد باشا باي، فقد تحدث ابن أبي الضياف في هذا الجزء عن تنظيم المحاكم الشرعية، منشور الفلاحة، قانون عهد الأمان، التنقيص من العسكر.
- الجزء الخامس: خصصه ابن أبي الضياف للجزء الأول من عهد محمد الصادق باشا باي وقد تحدث فيه عن المسائل التالية: أداء اليمين على احترام عهد الأمان، إنشاء التلغراف بتونس، إنشاء المطبعة وصحيفة الرائد التونسي، تكوين المجالس المنبثقة عن عهد الأمان، اجتماع الباي بنابليون في الجزائر، مشكلة الامتيازات الأجنبية، إيقاف العمل بعهد الأمان، غذاة ثورة علي بن غذاهم عام 1864.
- الجزء السادس: هو عبارة عن تتمة لعهد محمد الصادق باي وصولا إلى عام 1872، أي إلى ما قبل سنتين من وفاة ابن أبي الضياف في حين امتد عهد محمد الصادق باشا باي بعد ذلك إلى عاك 1882.
- الخاتمة وتضم الجزءين السابع والثامن: وهي تضم 407 ترجمة لشخصيات تونسية توفيت فيما بين عهد حمودة باشا وعام 1872. ولم يقتصر المؤلف في ذلك على القضاة والعلماء ورجال الدولة، وإنما اهتم كذلك بأعيان مدينة تونس وبعض المدن الكبرى ورؤساء القبائل. وقد أضيفت إلى الجزء الثامن في الطبعة الصادرة عام 1990 ملاحق تحتوي على 25 رسالة كتبها ابن أبي الضياف.

## الإشارات المرجعية
1. ↑  Ahmed Abdesselem, Les historiens tunisiens des XVIIe, XVIIIe et XIXe siècles, essai d'histoire culturelle, Publications de l'Université de Tunis, 1973, p. 358
2. ↑  Ibn Abi L-Diyaf, Chronique des rois de Tunis et du Pacte fondamental, Chap. IV et V, Edition critique et traduction . André Raymond, Vol 1, IRMC -ISHMN, Alif, Tunis 1994, p. XV
3. ↑  أحمد الطويلي، تصدير النشرة الثانية من الإتحاف لأحمد بن أبي الضياف، تونس 1979، ج 3، ص 6